# Sac seau
Le sac seau est un sac à main utilisé par les femmes dont la forme s'inspire de l'aumônière et de la bourse.

## Origines
L'histoire du sac seau est indissociable de la maison Lancel. Cette dernière a commercialisé le sac seau tel que nous le connaissons aujourd'hui. Créé en 1925 par Albert Lancel, le fameux sac est devenu le modèle de sac seau pour de nombreux créateurs et marques de maroquinerie. Le sac seau a marqué les années 1980 et fait partie des accessoires cultes de la maroquinerie de luxe. Le sac seau a été inventé à l'origine par la maison Louis Vuitton dans le but de transporter des bouteilles de champagne. C'est pourquoi, le sac seau a des lignes souples.